# HRO
HRO（エイチアールオー Ham-band Radio Observation）は、流星電波観測の観測方法の一つ。現在日本で、高校生からプロまで広く行われている。福井工業高等専門学校の前川公男が24時間体制で電波を発信している。Windows対応の自動観測ソフトも開発されており、初心者でも観測は容易に行える。

## 周波数
- 53.750MHz
- 28.208MHz（現在は停波中、上記53.750MHzより暗い流星まで捕捉が可能。JA5EMM等が2002年設定、観測を行った。）

## 歴史
- 1996年　流星電波観測者とアマチュア無線家の交流会で試験観測の計画が行われ、試験観測の後、現在の安定した観測が始まった。

## 関連ソフト
- HROFFT（自動観測ソフト）
- FFTDSP4（上記ソフトのMS-DOS用）
- HROView（観測データ集計ソフト）
- HROReport（集計結果のレポートを出力するツール）
- make graph（上記ツールからの出力ファイルからグラフを作成）